# Kolonia Okręglica
Kolonia Okręglica – część wsi Okręglica w Polsce, położona w województwie łódzkim, w powiecie sieradzkim, w gminie Sieradz.
W latach 1975–1998 Kolonia Okręglica należała administracyjnie do województwa sieradzkiego.